# ハゴロモノキ
ハゴロモノキ（羽衣木、学名: Grevillea robusta、英語: southern silky oak, silky oak）とは、ヤマモガシ科シノブノキ属（グレビレア属、グレヴィレア属、グレウィレア属）に属する常緑高木である。

## 名称
ハゴロモノキの名は、葉を羽衣に見立てたものである。
シルキーオーク、シノブノキ（忍木）、キヌガシワとも呼ばれる。「オーク」という名が付いているが、ナラやカシなどのコナラ属（ブナ科）ではない。また、シノブノキは葉の形がシノブ（薄嚢シダ類）に似ていることから。
学名種形容語の robusta はラテン語で「強い」を意味する第1, 第2変化形容詞 rōbustus の女性単数主格形である。なお、rōbustus には「オークの」という意味もある。

## 形態

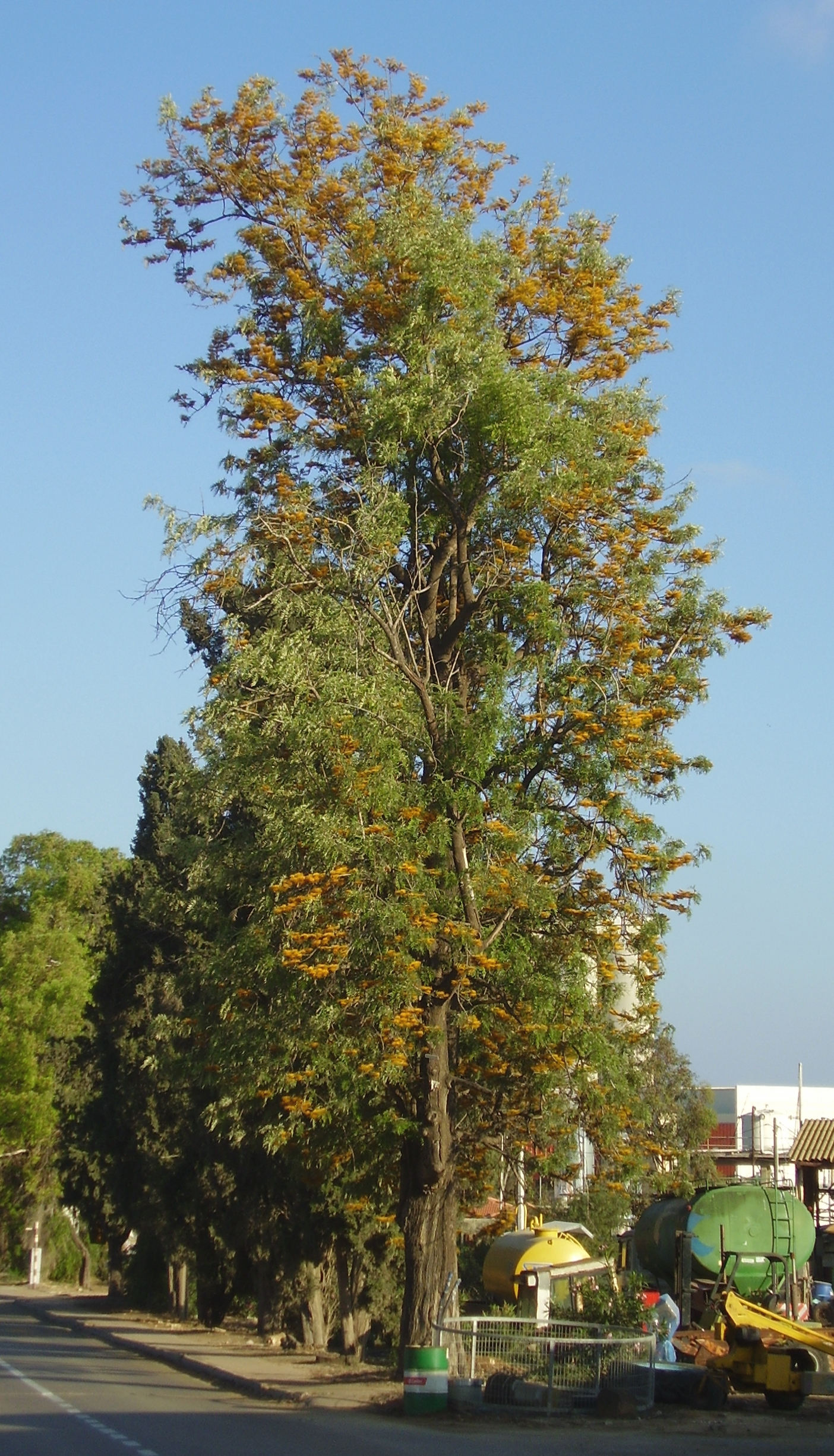
ハゴロモノキの樹形

直立形から円錐形の大高木で、高さは8–40 m（メートル）にも達する。
葉は互生し、2回羽状複葉であるためシダ状となる。葉の長さは15–25 cm（センチメートル）。細く鋸歯があり、小葉は披針形で約20対ある。葉の色は淡緑色で光沢がある。向軸面は無毛なのに対し、背軸面では銀白色の絹毛がある。
花は上向きで鐘状の花（筒状花）を長さ10 cm 以上の穂状花序（歯ブラシ状の総状花序とも）につける。花色は明るい黄色から橙色。萼片が4枚で花弁状となり、雄蕊が萼片と合着する。子房上位で、胚乳を持たない。花期は夏（5月–6月、または 6月）。変種ベニハゴロモ G. robusta var. forsteri は低木で、羽状に浅裂した葉を持ち、花は鮮紅色。

## 分布
本種を含むグレビレア属はオーストラリアとニュージーランドに250種が分布する。本種はオーストラリア大陸東部（クイーンズランド州及びニューサウスウェールズ州）の熱帯多雨林に生息する。アフリカ大陸でも生育が良いため、造林樹種として取り入れ、植林のため移入している国もある。

## 生態
温暖で日当たりのよい、乾燥した環境を好む。成長が早い。種子の発芽には光が必要である（光発芽種子）。
アレロパシー作用を持っており、一定の範囲内には、自分の子孫までもが生育できないような毒素を出す。

## 利用

### 観葉植物
日本でも明治末年に渡来し、古くから観葉植物として栽培されている。日本において関東地方南部以西の暖地では露地で栽培可能であるが、普通は温室内で栽培する。日本では、幼木を鉢植えにして室内植物にも用いられる。温室内では過湿に弱く、枝葉は濡れるのを避ける必要がある。耐霜性に弱く、生育可能な最低気温は5℃である。繁殖は挿木および実生による。挿木は夏に熟枝を挿して行われる。
そのほか、並木や庭園樹として植栽される。同属のグレビレア・コッキネア Grevillea coccinea やグレビレア・イリシフォリア Grevillea ilicifolia、グレビレア・ユニペリナ Grevillea juniperina も切り花用に栽培または直輸入される。

### 木材

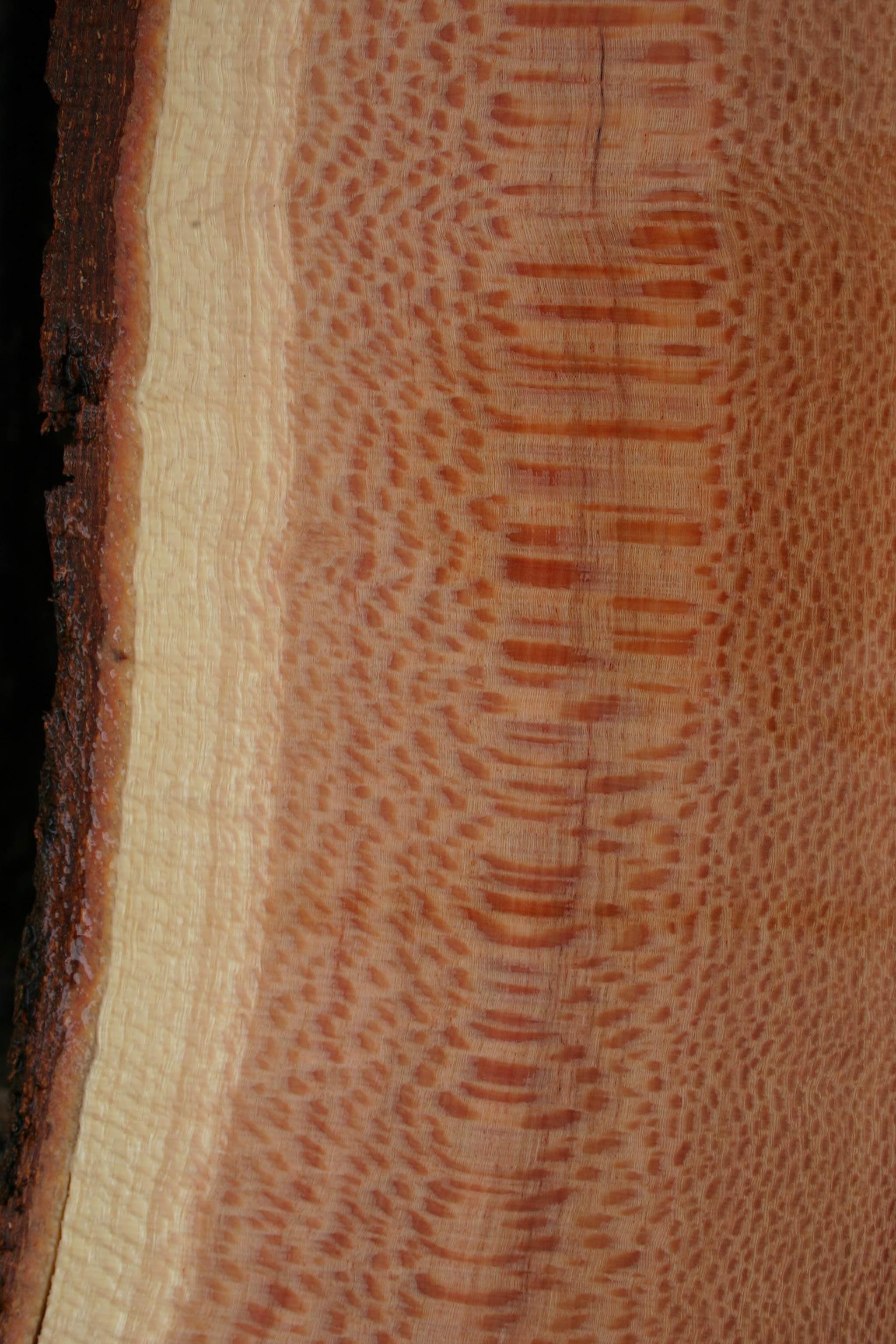
ハゴロモノキの材

心材と辺材の境界は曖昧であることが多い。心材は桃色がかった褐色から赤褐色なのに比べ、辺材はやや淡色である。横断面において、小さい道管が接線方向に並んで規則的に配置し、帯状となっている。道管の配列様式は科に特有のものである。放射組織大きく、どの断面でも観察できる。放射断面において幅の広い淡色の帯が認められ、それがオークの材と比較される。
肌目はやや粗く、木理は通直。気乾比重は 0.62 で、やや重硬である。
装飾的価値が高く、以下のよう加工用の器具材として用いられる。加工の際は柾目面で切削をすると大きい放射組織が壊れることがある。
- キャビネット
- 化粧合板
- パネル
- 家具
- 指物

## 画像

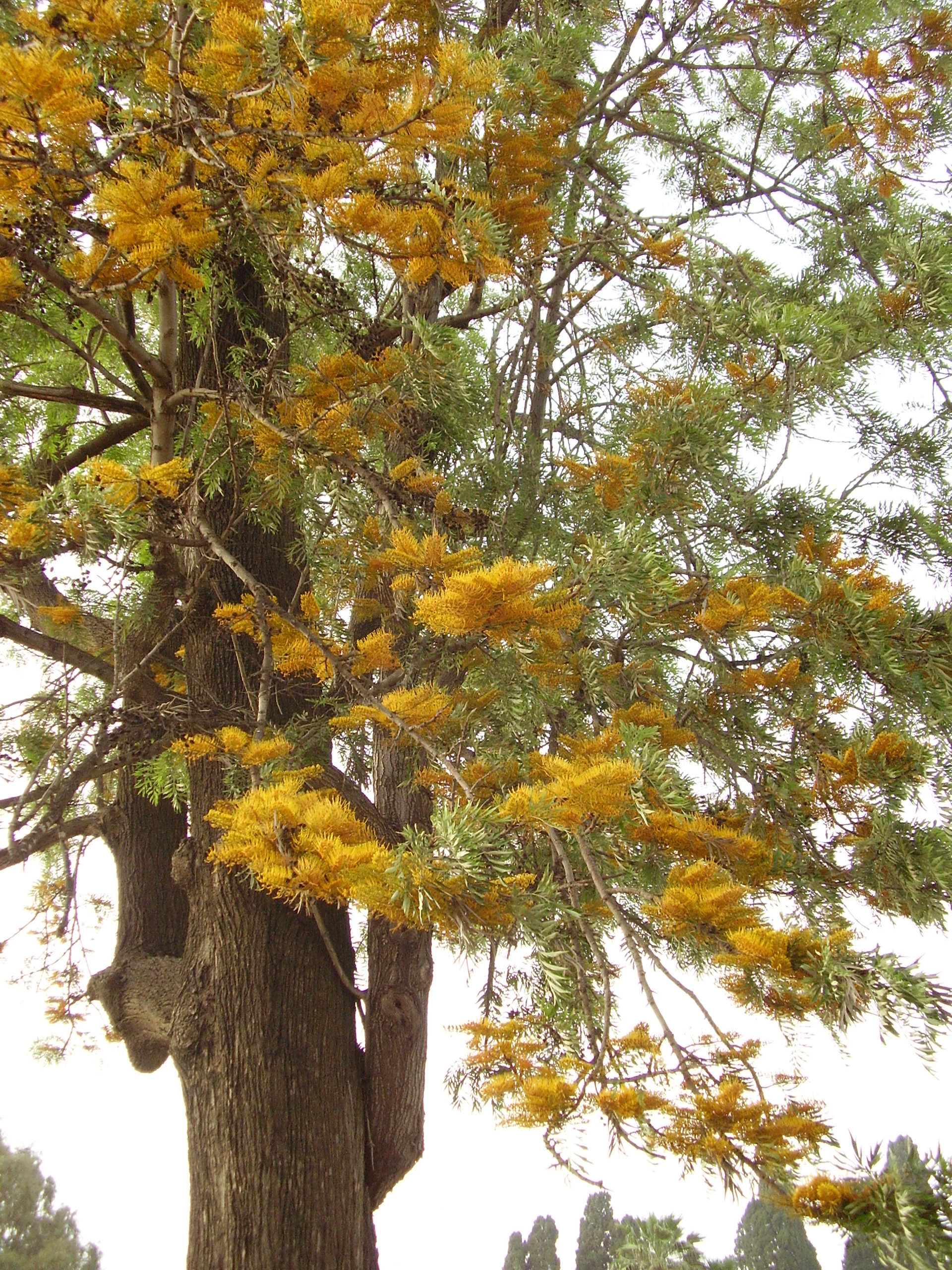
ハゴロモノキの花つき枝
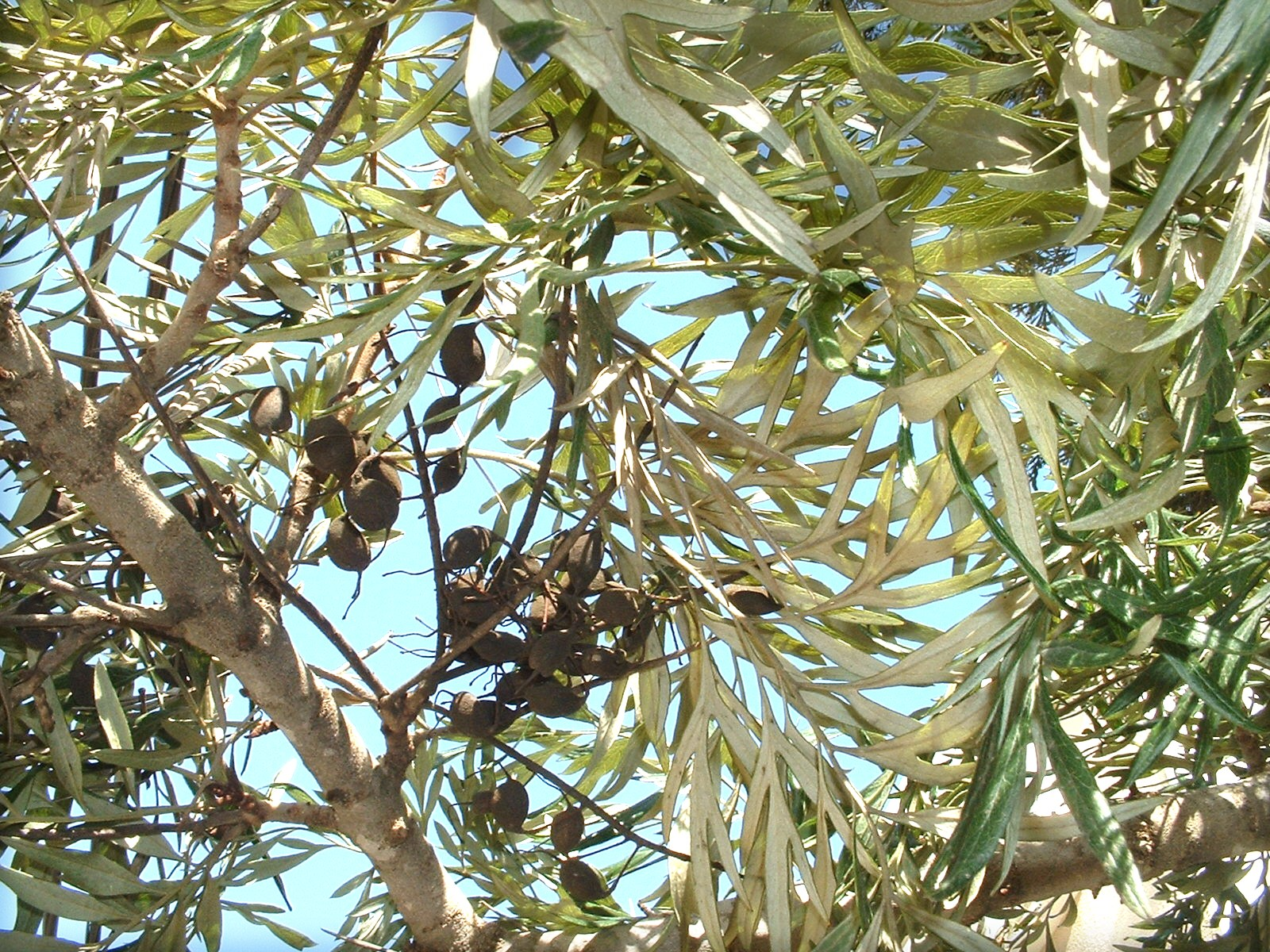
ハゴロモノキの生っている莢
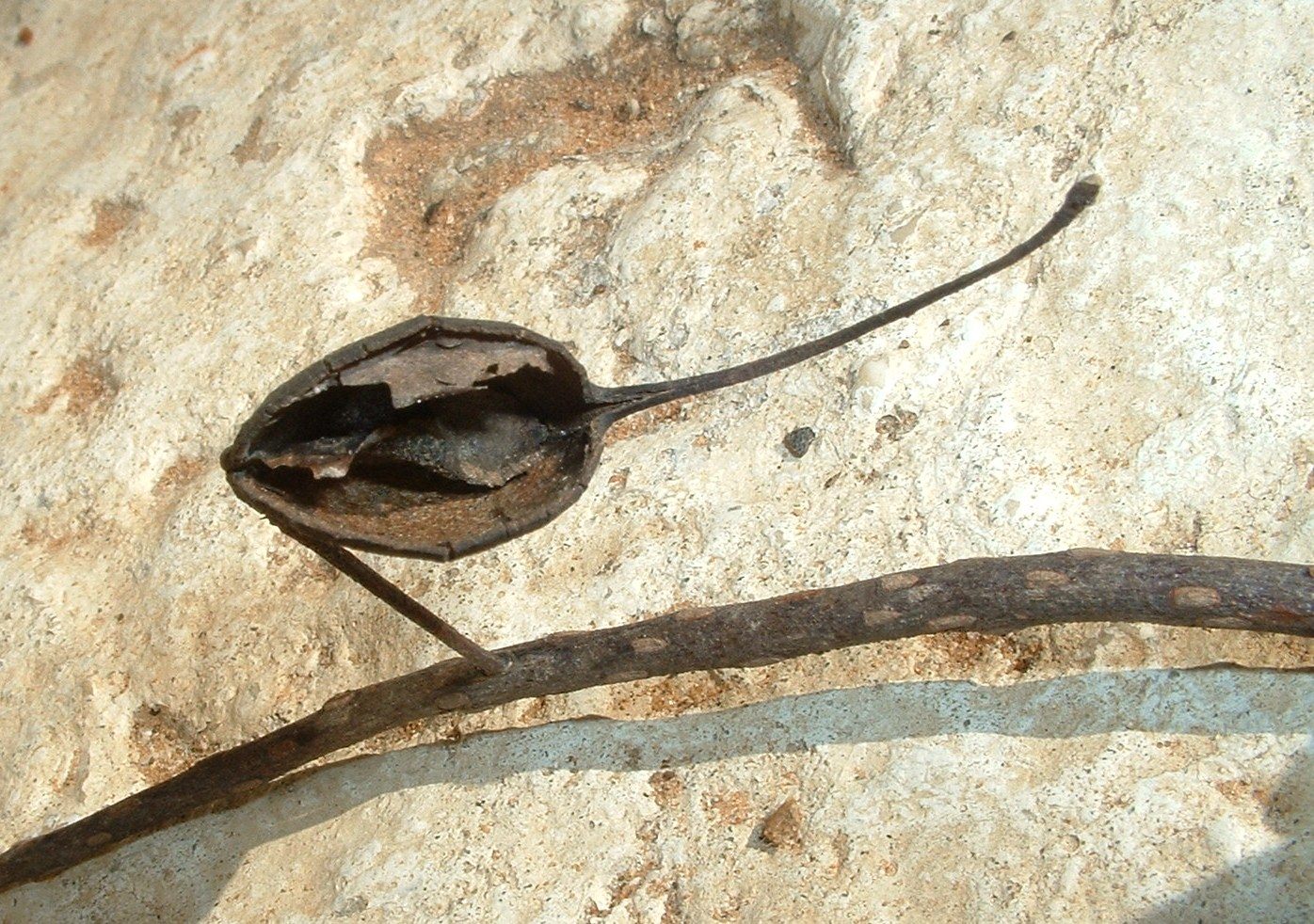
ハゴロモノキの落ちた莢
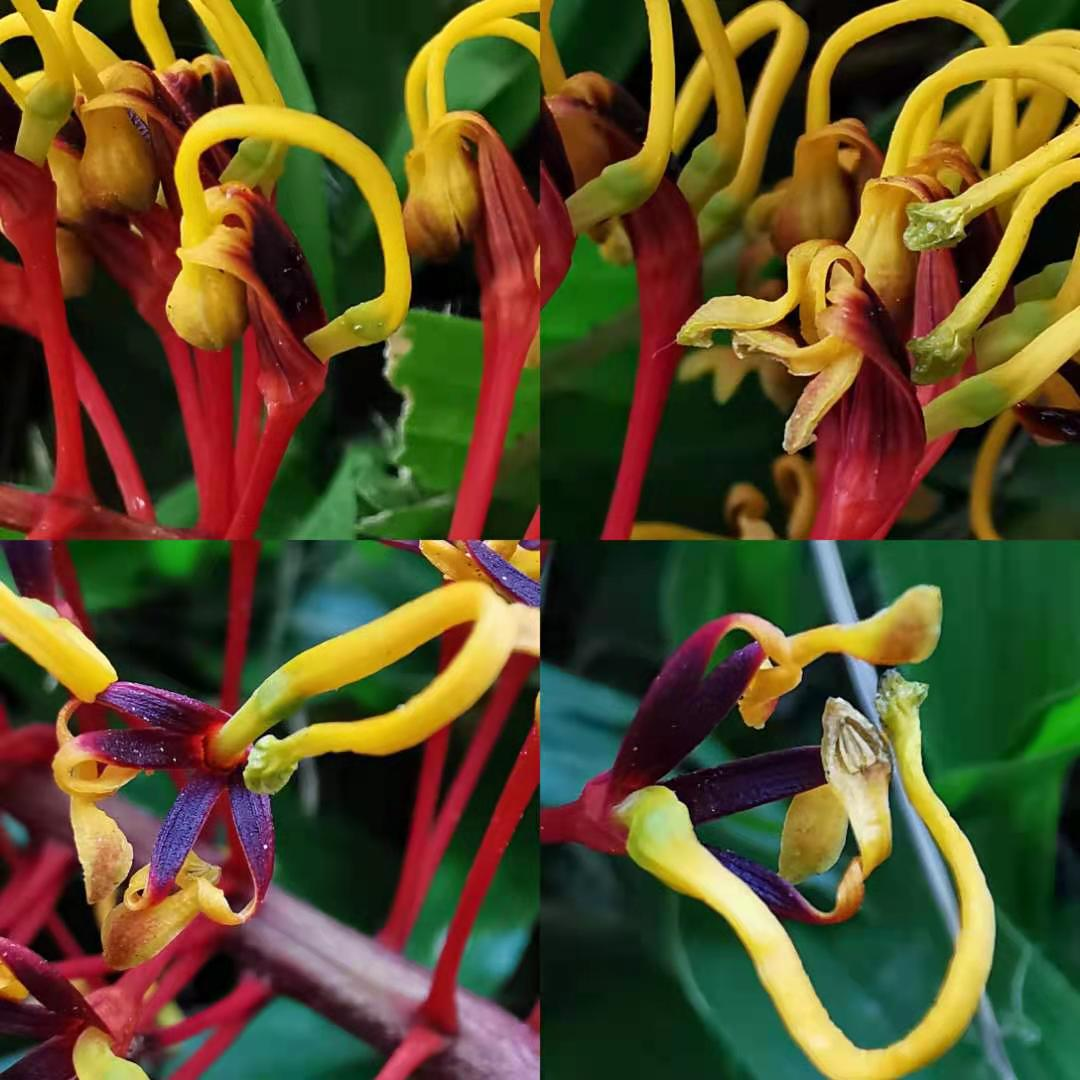
雄蕊と雌蕊